# Gabriela Moreschi
Gabriela Gonçalves Dias Moreschi, também conhecida como Gabi Moreschi (Maringá, 8 de julho de 1994), é uma jogadora de handebol brasileira.

## Carreira

### Carreira pelos clubes
Gabriela Moreschi começou a jogar handebol em 2011 em sua cidade natal. Chegou a Itapevi em 2013 pela escala São Caetano. Depois de jogar um ano e meio neste clube, Moreschi jogou seis meses no Jundiaí. Moreschi então jogou na Noruega pelo Flint Tønsberg de 2015 a 2016 e pelo Larvik HK de 2016 a 2018. Com Larvik ela ganhou o campeonato norueguês em 2017. Ela estava então sob contrato com o CS Măgura Cisnădie na Romênia de 2018 a 2019. Em 2019 mudou-se para a França, onde esteve sob contrato com o Fleury Loiret HB de 2019 a 2021. De lá, ela se mudou para a Alemanha em 2021 para o SG BBM Bietigheim. Com Bietigheim ela ganhou a Supertaça DHB em 2021, 2022 e 2023, o campeonato alemão em 2022, 2023 e 2024, a Liga Europeia EHF em 2022 e 2023 e a Copa DHB em 2022 e 2023. Ela joga pelo clube romeno da primeira divisão CSM Bucareste desde o verão de 2024.
Ela também jogou nas competições europeias de clubes EHF Champions League e EHF Cup e EHF European League com os clubes Larvik HK, CS Măgura Cisnădie e Fleury Loiret HB.

### Carreira internacional
Ela disputou 79 partidas internacionais pela Seleção Brasileira (em julho de 2024). Ela representou seu país no Campeonato Mundial de 2019 e nos Jogos Olímpicos de 2020 em Tóquio. Em 2021 ela conquistou o Campeonato Sul e Centro-Americano com o Brasil. Ela também conquistou a medalha de ouro nos Jogos Pan-Americanos de 2023. No mesmo ano participou da Copa do Mundo, onde o Brasil terminou em nono lugar. Em 2024 participou pela segunda vez nos Jogos Olímpicos em Paris.

## Títulos
Larvik HK
- Liga Norueguesa: 2016–17
- Copa Norueguesa: 2016, 2017

SG BBM Bietigheim
- Liga Europeia: 2021–22
- Bundesliga: 2022, 2023

Seleção Brasileira
- Jogos Pan-Americanos: 2023
- Jogos Sul-Americanos: 2018